# Ahmed Yasin
Ahmed Yasin Ghani Mousa, conosciuto come Ahmed Yasin (in arabo احمد ياسين‎?; Baghdad, 22 aprile 1991), è un calciatore iracheno, centrocampista del Zakho.

## Caratteristiche tecniche
Può ricoprire entrambe le fasce di centrocampo e può giocare anche come seconda punta.

## Carriera

### Club
Inizia la sua carriera calcistica nel 2007 con il BK Forward, squadra della città di Örebro militante nella terza divisione svedese. Dopo aver militato nelle giovanili, nel 2008 viene promosso in prima squadra, diventando uno dei giocatori di spicco della rosa.
Nel 2011, all'età di 19 anni, firma un contratto di quattro anni con l'Örebro. Debutta con la squadra militante nell'Allsvenskan il 6 maggio 2011, in una partita di campionato contro il Kalmar.
Segna il suo primo gol in Coppa di Svezia contro il Ljungskile.
La stagione successiva vede Yasin uno dei protagonisti della squadra, conquistandosi il posto da titolare. Ha anche giocato una partita nei preliminari di Europa League.
Nella seconda metà del 2015 gioca con l'Aarhus Gymnastikforening, squadra danese che milita nella Superligaen, il massimo campionato danese.
Segna il suo primo gol il 15 agosto 2015 in una partita di campionato. Complessivamente in Superligaen colleziona 17 presenze, ma nella pausa invernale chiede di poter tornare in Svezia per motivi familiari.
Il 7 gennaio 2016 viene ufficializzato l'acquisto del giocatore da parte dell'AIK, con un contratto valido fino al 2018. Sotto la guida dell'allenatore Rikard Norling non trova molto spazio, così nel gennaio 2017 viene girato in prestito in Qatar all'Al-Mu'aidar. Il suo prestito termina anticipatamente nell'aprile 2017.
Si allena per qualche mese con l'AIK senza poter giocare vista la chiusura del mercato, poi a luglio alla riapertura dei trasferimenti passa in prestito all'Häcken, con cui segna 7 gol in 15 partite.
Le prestazioni mostrate da Yasin con la maglia dell'Häcken convincono lo staff dell'AIK a mantenere il giocatore in rosa per iniziare la stagione 2018.
Il 2 agosto 2018 l'AIK comunica sul proprio sito che il giocatore è ceduto definitivamente ai qatarioti dell'Al-Khor, squadra militante nella Qatar Stars League in cerca di un sostituto dopo la rescissione del brasiliano Madson. A dicembre tuttavia lascia la squadra dopo una permanenza di soli sei mesi, sfruttando una clausola prevista dal contratto.
Nel gennaio 2019, Yasin torna all'Häcken, questa volta a titolo definitivo con un contratto triennale. In due anni gioca 55 partite di campionato e segnato 5 gol.
Con un anno di anticipo rispetto alla scadenza contrattuale, nel gennaio del 2021 l'Häcken cede Yasin ai turchi del Denizlispor, squadra che in quel momento si trovava in piena zona retrocessione della Süper Lig 2020-2021. Un mese più tardi, il giocatore si infortuna gravemente al legamento crociato anteriore nel corso della sfida casalinga contro il Gençlerbirliği, evento che di fatto pone fine alla sua parentesi in neroverde.
Nel giugno 2021 infatti Yasin rimane svincolato, tuttavia il suo vecchio club dell'Örebro decide di ingaggiarlo nell'arco di quella stessa finestra estiva di mercato nonostante egli fosse ancora in riabilitazione dall'infortunio. Nell'Allsvenskan 2021 segna due gol in tre presenze, le quali non evitano però la retrocessione dei bianconeri nel campionato di Superettan. Nonostante la discesa di categoria, continua a giocare per il club nella seconda serie svedese.
Yasin approda poi in Arabia Saudita nel gennaio 2023 ingaggiato a parametro zero dall'Al-Kholood, formazione della seconda serie nazionale. Un anno e mezzo più tardi, nel luglio 2024, apre la sua terza parentesi personale all'Örebro (ancora militante in Superettan) con un contratto di breve durata valido fino alla fine dell'anno 2024.

### Nazionale
Dopo essersi messo in mostra tra le file della Nazionale olimpica irachena, viene convocato dal selezionatore Zico per giocare la sua prima partita con la Nazionale maggiore, in un'amichevole contro il Singapore.
Il 24 giugno 2012 viene convocato nuovamente in nazionale per far parte alla Coppa araba, debuttando nella competizione, e di conseguenza, in una partita ufficiale contro il Sudan.
L'11 settembre 2012 viene riconvocato per le qualificazioni al mondiale del 2014. Viene schierato tra i titolari nella partita contro il Giappone, persa per 1-0.

## Statistiche

### Cronologia presenze e reti in nazionale
| Cronologia completa delle presenze e delle reti in nazionale ― Iraq | Cronologia completa delle presenze e delle reti in nazionale ― Iraq | Cronologia completa delle presenze e delle reti in nazionale ― Iraq | Cronologia completa delle presenze e delle reti in nazionale ― Iraq | Cronologia completa delle presenze e delle reti in nazionale ― Iraq | Cronologia completa delle presenze e delle reti in nazionale ― Iraq | Cronologia completa delle presenze e delle reti in nazionale ― Iraq | Cronologia completa delle presenze e delle reti in nazionale ― Iraq |
| Data                                                                | Città                                                               | In casa                                                             | Risultato                                                           | Ospiti                                                              | Competizione                                                        | Reti                                                                | Note                                                                |
| ------------------------------------------------------------------- | ------------------------------------------------------------------- | ------------------------------------------------------------------- | ------------------------------------------------------------------- | ------------------------------------------------------------------- | ------------------------------------------------------------------- | ------------------------------------------------------------------- | ------------------------------------------------------------------- |
| 24-6-2012                                                           | Jeddah                                                              | Iraq                                                                | 1 – 0                                                               | Libano                                                              | Coppa Araba 2012 - 1º turno                                         | -                                                                   | 32’                                                                 |
| 27-6-2012                                                           | Jeddah                                                              | Iraq                                                                | 2 – 1                                                               | Egitto                                                              | Coppa Araba 2012 - 1º turno                                         | -                                                                   | 46’                                                                 |
| 30-6-2012                                                           | Jeddah                                                              | Sudan                                                               | 1 – 1                                                               | Iraq                                                                | Coppa Araba 2012 - 1º turno                                         | -                                                                   | 82’                                                                 |
| 3-7-2012                                                            | Jeddah                                                              | Marocco                                                             | 2 – 1                                                               | Iraq                                                                | Coppa Araba 2012 - Semifinale                                       | -                                                                   | 46’                                                                 |
| 5-7-2012                                                            | Jeddah                                                              | Arabia Saudita                                                      | 0 – 1                                                               | Iraq                                                                | Coppa Araba 2012 - Finale per il terzo posto                        | -                                                                   | 55’                                                                 |
| 11-9-2012                                                           | Saitama                                                             | Giappone                                                            | 1 – 0                                                               | Iraq                                                                | Qual. Mondiali 2014                                                 | -                                                                   | 78’                                                                 |
| 11-10-2012                                                          | Malmö                                                               | Brasile                                                             | 6 – 0                                                               | Iraq                                                                | Amichevole                                                          | -                                                                   | 61’                                                                 |
| 16-10-2012                                                          | Doha                                                                | Iraq                                                                | 1 – 2                                                               | Australia                                                           | Qual. Mondiali 2014                                                 | -                                                                   |                                                                     |
| 7-11-2012                                                           | Doha                                                                | Qatar                                                               | 1 – 2                                                               | Iraq                                                                | Amichevole                                                          | -                                                                   |                                                                     |
| 14-11-2012                                                          | Doha                                                                | Iraq                                                                | 1 – 0                                                               | Giordania                                                           | Qual. Mondiali 2014                                                 | -                                                                   |                                                                     |
| 3-12-2012                                                           | Doha                                                                | Bahrein                                                             | 0 – 0                                                               | Iraq                                                                | Amichevole                                                          | -                                                                   | 56’                                                                 |
| 10-12-2012                                                          | al-Farwaniyya                                                       | Iraq                                                                | 1 – 0                                                               | Giordania                                                           | Campionato dell'Asia occidentale 2012 - 1º turno                    | -                                                                   | 90+1’                                                               |
| 13-12-2012                                                          | Madinat al-Kuwait                                                   | Iraq                                                                | 1 – 1                                                               | Siria                                                               | Campionato dell'Asia occidentale 2012 - 1º turno                    | -                                                                   |                                                                     |
| 18-12-2012                                                          | Madinat al-Kuwait                                                   | Oman                                                                | 0 – 2                                                               | Iraq                                                                | Campionato dell'Asia occidentale 2012 - Semifinale                  | 1                                                                   | 81’                                                                 |
| 20-12-2012                                                          | Madinat al-Kuwait                                                   | Iraq                                                                | 0 – 1                                                               | Siria                                                               | Campionato dell'Asia occidentale 2012 - Finale                      | -                                                                   | 74’                                                                 |
| 30-12-2012                                                          | Radès                                                               | Tunisia                                                             | 2 – 1                                                               | Iraq                                                                | Amichevole                                                          | -                                                                   | 46’                                                                 |
| 6-1-2013                                                            | Madinat 'Isa                                                        | Arabia Saudita                                                      | 0 – 2                                                               | Iraq                                                                | Coppa delle nazioni del Golfo 2013 - 1º turno                       | -                                                                   | 84’                                                                 |
| 9-1-2013                                                            | Madinat 'Isa                                                        | Iraq                                                                | 1 – 0                                                               | Kuwait                                                              | Coppa delle nazioni del Golfo 2013 - 1º turno                       | -                                                                   | 56’ 65’                                                             |
| 12-1-2013                                                           | Madinat 'Isa                                                        | Iraq                                                                | 2 – 0                                                               | Yemen                                                               | Coppa delle nazioni del Golfo 2013 - 1º turno                       | -                                                                   | 55’                                                                 |
| 15-1-2013                                                           | Riffa                                                               | Iraq                                                                | 1 – 1 dts (4-2 dtr)                                                 | Bahrein                                                             | Coppa delle nazioni del Golfo 2013 - Semifinale                     | -                                                                   | 75’                                                                 |
| 18-1-2013                                                           | Riffa                                                               | Emirati Arabi Uniti                                                 | 2 – 1 dts                                                           | Iraq                                                                | Coppa delle nazioni del Golfo 2013 - Finale                         | -                                                                   | 53’                                                                 |
| 22-3-2013                                                           | Changsha                                                            | Cina                                                                | 1 – 0                                                               | Iraq                                                                | Qual. Coppa d'Asia 2015                                             | -                                                                   | 46’                                                                 |
| 14-8-2013                                                           | Brøndby                                                             | Cile                                                                | 6 – 0                                                               | Iraq                                                                | Amichevole                                                          | -                                                                   | 46’                                                                 |
| 5-3-2014                                                            | Sharja                                                              | Iraq                                                                | 3 – 1                                                               | Cina                                                                | Qual. Coppa d'Asia 2015                                             | -                                                                   |                                                                     |
| 10-10-2014                                                          | Manama                                                              | Yemen                                                               | 1 – 1                                                               | Iraq                                                                | Amichevole                                                          | -                                                                   |                                                                     |
| 14-10-2014                                                          | Manama                                                              | Bahrein                                                             | 0 – 0                                                               | Iraq                                                                | Amichevole                                                          | -                                                                   |                                                                     |
| 14-11-2014                                                          | Riyad                                                               | Iraq                                                                | 0 – 1                                                               | Kuwait                                                              | Coppa delle nazioni del Golfo 2014 - 1º turno                       | -                                                                   | 70’                                                                 |
| 17-11-2014                                                          | Riyad                                                               | Iraq                                                                | 1 – 1                                                               | Oman                                                                | Coppa delle nazioni del Golfo 2014 - 1º turno                       | -                                                                   | 65’                                                                 |
| 22-12-2014                                                          | Sharja                                                              | Iraq                                                                | 1 – 1                                                               | Kuwait                                                              | Amichevole                                                          | -                                                                   |                                                                     |
| 25-12-2014                                                          | Sharja                                                              | Uzbekistan                                                          | 1 – 0                                                               | Iraq                                                                | Amichevole                                                          | -                                                                   |                                                                     |
| 28-12-2014                                                          | Sharja                                                              | Iraq                                                                | 0 – 0                                                               | Uzbekistan                                                          | Amichevole                                                          | -                                                                   | 60’                                                                 |
| 4-1-2015                                                            | Wollongong                                                          | Iraq                                                                | 0 – 1                                                               | Iran                                                                | Amichevole                                                          | -                                                                   | 63’                                                                 |
| 12-1-2015                                                           | Brisbane                                                            | Giordania                                                           | 0 – 1                                                               | Iraq                                                                | Coppa d'Asia 2015 - 1º turno                                        | -                                                                   | 73’                                                                 |
| 16-1-2015                                                           | Brisbane                                                            | Iraq                                                                | 0 – 1                                                               | Giappone                                                            | Coppa d'Asia 2015 - 1º turno                                        | -                                                                   | 67’                                                                 |
| 20-1-2015                                                           | Canberra                                                            | Iraq                                                                | 2 – 0                                                               | Palestina                                                           | Coppa d'Asia 2015 - 1º turno                                        | 1                                                                   |                                                                     |
| 23-1-2015                                                           | Canberra                                                            | Iran                                                                | 3 – 3 dts (6-7 dtr)                                                 | Iraq                                                                | Coppa d'Asia 2015 - Quarti di finale                                | 1                                                                   | 107’                                                                |
| 26-1-2015                                                           | Sydney                                                              | Corea del Sud                                                       | 0 – 2                                                               | Iraq                                                                | Coppa d'Asia 2015 - Semifinale                                      | -                                                                   | 63’                                                                 |
| 30-1-2015                                                           | Newcastle                                                           | Iraq                                                                | 2 – 3                                                               | Emirati Arabi Uniti                                                 | Coppa d'Asia 2015 - Finale per il terzo posto                       | -                                                                   | 80’                                                                 |
| 11-6-2015                                                           | Yokohama                                                            | Giappone                                                            | 4 – 0                                                               | Iraq                                                                | Amichevole                                                          | -                                                                   |                                                                     |
| 13-9-2015                                                           | Teheran                                                             | Iraq                                                                | 5 – 1                                                               | Taiwan                                                              | Qual. Mondiali 2018                                                 | 1                                                                   | 64’                                                                 |
| 8-9-2015                                                            | Bangkok                                                             | Thailandia                                                          | 2 – 2                                                               | Iraq                                                                | Qual. Mondiali 2018                                                 | -                                                                   | 74’                                                                 |
| 8-10-2015                                                           | Hanoi                                                               | Vietnam                                                             | 1 – 1                                                               | Iraq                                                                | Qual. Mondiali 2018                                                 | -                                                                   | 72’                                                                 |
| 1-9-2016                                                            | Perth                                                               | Australia                                                           | 2 – 0                                                               | Iraq                                                                | Qual. Mondiali 2018                                                 | -                                                                   |                                                                     |
| 6-9-2016                                                            | Shah Alam                                                           | Iraq                                                                | 1 – 2                                                               | Arabia Saudita                                                      | Qual. Mondiali 2018                                                 | -                                                                   |                                                                     |
| 6-10-2016                                                           | Saitama                                                             | Giappone                                                            | 2 – 1                                                               | Iraq                                                                | Qual. Mondiali 2018                                                 | -                                                                   | 83’                                                                 |
| 11-10-2016                                                          | Teheran                                                             | Iraq                                                                | 4 – 0                                                               | Thailandia                                                          | Qual. Mondiali 2018                                                 | -                                                                   | 76’ 79’                                                             |
| 15-11-2016                                                          | Abu Dhabi                                                           | Emirati Arabi Uniti                                                 | 2 – 0                                                               | Iraq                                                                | Qual. Mondiali 2018                                                 | -                                                                   | 45+1’                                                               |
| 19-3-2017                                                           | Teheran                                                             | Iran                                                                | 0 – 1                                                               | Iraq                                                                | Amichevole                                                          | -                                                                   |                                                                     |
| 23-3-2017                                                           | Teheran                                                             | Iraq                                                                | 1 – 1                                                               | Australia                                                           | Qual. Mondiali 2018                                                 | 1                                                                   | 56’                                                                 |
| 28-3-2017                                                           | Jeddah                                                              | Arabia Saudita                                                      | 1 – 0                                                               | Iraq                                                                | Qual. Mondiali 2018                                                 | -                                                                   |                                                                     |
| 1-6-2017                                                            | Bassora                                                             | Iraq                                                                | 1 – 0                                                               | Giordania                                                           | Amichevole                                                          | -                                                                   | 61’                                                                 |
| 7-6-2017                                                            | Ras Al Khayma                                                       | Iraq                                                                | 0 – 0                                                               | Corea del Sud                                                       | Amichevole                                                          | -                                                                   | 66’                                                                 |
| 13-6-2017                                                           | Teheran                                                             | Iraq                                                                | 1 – 1                                                               | Giappone                                                            | Qual. Mondiali 2018                                                 | -                                                                   | 59’                                                                 |
| 5-10-2017                                                           | Bassora                                                             | Iraq                                                                | 2 – 1                                                               | Kenya                                                               | Amichevole                                                          | -                                                                   | 68’                                                                 |
| 21-3-2018                                                           | Bassora                                                             | Iraq                                                                | 2 – 3                                                               | Qatar                                                               | Amichevole                                                          | 1                                                                   | 62’                                                                 |
| 10-9-2018                                                           | al-Farwaniyya                                                       | Kuwait                                                              | 2 – 2                                                               | Iraq                                                                | Amichevole                                                          | -                                                                   | 59’                                                                 |
| 11-10-2018                                                          | Riyad                                                               | Argentina                                                           | 4 – 0                                                               | Iraq                                                                | Amichevole                                                          | -                                                                   | 46’                                                                 |
| 15-10-2018                                                          | Riyad                                                               | Arabia Saudita                                                      | 1 – 1                                                               | Iraq                                                                | Amichevole                                                          | -                                                                   | 90+4’                                                               |
| 24-12-2018                                                          | Doha                                                                | Iraq                                                                | 2 – 1                                                               | Cina                                                                | Amichevole                                                          | -                                                                   |                                                                     |
| 8-1-2019                                                            | Abu Dhabi                                                           | Iraq                                                                | 3 – 2                                                               | Vietnam                                                             | Coppa d'Asia 2019 - 1º turno                                        | -                                                                   |                                                                     |
| 12-1-2019                                                           | Sharja                                                              | Yemen                                                               | 0 – 3                                                               | Iraq                                                                | Coppa d'Asia 2019 - 1º turno                                        | -                                                                   |                                                                     |
| 16-1-2019                                                           | Dubai                                                               | Iran                                                                | 0 – 0                                                               | Iraq                                                                | Coppa d'Asia 2019 - 1º turno                                        | -                                                                   | 49’                                                                 |
| 20-3-2019                                                           | Bassora                                                             | Iraq                                                                | 1 – 0                                                               | Siria                                                               | Amichevole                                                          | -                                                                   | Cap. 46’                                                            |
| 5-9-2019                                                            | Riffa                                                               | Bahrein                                                             | 1 – 1                                                               | Iraq                                                                | Qual. Mondiali 2022                                                 | -                                                                   | 53’                                                                 |
| 21-3-2024                                                           | Bassora                                                             | Iraq                                                                | 1 – 0                                                               | Filippine                                                           | Qual. Mondiali 2026                                                 | -                                                                   | 63’                                                                 |
| 26-3-2024                                                           | Manila                                                              | Filippine                                                           | 0 – 5                                                               | Iraq                                                                | Qual. Mondiali 2026                                                 | -                                                                   | 65’                                                                 |
| Totale                                                              |                                                                     | Presenze                                                            | 66                                                                  |                                                                     | Reti                                                                | 6                                                                   |                                                                     |

## Palmarès

### Club

#### Competizioni nazionali
- Maredial Cup: 1

Forward: 2010
- Coppa di Svezia: 1

Häcken: 2018-2019